# Le Perron

Le Perron este o comună în departamentul Manche, Franța. În 1 ianuarie 2022 avea o populație de 193 de locuitori.